# Eleonora Sears
Eleonora Randolph Sears (Boston, 28 settembre 1881 – Palm Beach, 16 marzo 1968) è stata una tennista, giocatrice di squash e giocatrice di polo statunitense.

## Biografia
Nata in una famiglia ricca, era imparentata da parte materna con Thomas Jefferson ed era la cugina del politico Henry Cabot Lodge, suo zio era il tennista Richard Sears.
È cresciuta insieme a Eleanor e Alice Roosevelt mentre per un periodo ha frequentato Harold Vanderbilt.
Al di fuori dei suoi risultati tennistici è stata introdotta nell'International Women's Sports Hall of Fame in quanto giocatrice di polo, golf e squash.

## Carriera

### Tennis
I suoi successi più importanti sono legati agli U.S. National Championships, in questo torneo ha raggiunto una finale nel singolare, ha vinto quattro titoli nel doppio femminile e uno nel doppio misto. Nel primo dopoguerra ha viaggiato in Europa scendendo in campo sull'erba di Wimbledon venendo però eliminata sempre nei primi turni dalle avversarie britanniche.
È stata introdotta nell'International Tennis Hall of Fame nel 1968.

### Squash
È stata una pioniera nello sport, tra le fondatrici della federazione statunitense e nel 1928 ha vinto il primo titolo nazionale. Terminata la carriera agonistica ha guidato la nazionale statunitense in Wolfe-Noel Cup tra il 1933 e il 1937.

## Statistiche

### Finali nei tornei del Grande Slam

#### Singolare

##### Finali perse (1)
| Anno | Torneo                      | Avversaria in finale | Punteggio |
| 1912 | U.S. National Championships | Mary Browne          | 4–6, 2–6  |

#### Doppio

##### Vittorie (4)
| Anno | Torneo                      | Compagna        | Avversarie in finale             | Punteggio      |
| 1911 | U.S. National Championships | Hazel Hotchkiss | Dorothy Green Florence Sutton    | 6–4, 4–6, 6–2  |
| 1915 | U.S. National Championships | Hazel Hotchkiss | Helen McLean Mrs. G. L. Chapman  | 10–8, 6–2      |
| 1916 | U.S. National Championships | Molla Bjurstedt | Louise Raymond Edna Wildey       | 4–6, 6–2, 10–8 |
| 1917 | U.S. National Championships | Molla Bjurstedt | Phyllis Walsh Grace Robert LeRoy | 6–2, 6–4       |

##### Finali perse (1)
| Anno | Torneo                      | Compagna        | Avversarie in finale            | Punteggio |
| 1919 | U.S. National Championships | Hazel Hotchkiss | Marion Zinderstein Eleanor Goss | 8–10, 7–9 |

#### Doppio misto

##### Vittorie (1)
| Anno | Torneo                      | Compagno        | Avversari in finale         | Punteggio |
| 1916 | U.S. National Championships | Willis E. Davis | Florence Ballin Bill Tilden | 6–4, 7–5  |

##### Finali perse (1)
| Anno | Torneo                      | Compagno         | Avversari in finale            | Punteggio      |
| 1912 | U.S. National Championships | William Clothier | Mary Browne R. Norris Williams | 4–6, 6–2, 9–11 |